# Dysidea spinosa
Dysidea spinosa är en svampdjursart som först beskrevs av Hyatt 1877.  Dysidea spinosa ingår i släktet Dysidea och familjen Dysideidae.

## Underarter
Arten delas in i följande underarter:
- D. s. codmani
- D. s. rigida